# Guillermo Lovell
Guillermo José Lovell (14 gennaio 1918 – 25 ottobre 1967) è stato un pugile argentino.

## Palmarès

### Olimpiadi
- Argento a Berlino 1936 nei pesi massimi.